# 晋城街道 (昆明市)
晋城街道，原为晋城镇，是中华人民共和国云南省昆明市晋宁区下辖的一个乡镇级行政单位。
2021年1月18日，云南省人民政府批复同意晋城镇撤镇设街道，9月3日正式成立。

## 行政区划
晋城街道下辖以下地区：
城北社区、城南社区、益州社区、北门村、西门村、南门村、东门村、草村、小海村、永和村、柴河村、天城门村、新庄村、小寨村、石碑村、五里村、富有村、广济村、白沙村、雨孜雾村、化乐村、关岭村、火石坡村、八家村、南山村、盐井村、十里村、新街村、文河村、回龙村、三合村、古城村、安江村、安乐村、沙堤村、团山村、三槐村、梁王村、海晏村、孙家坝村、宋家营村、钟贵村、大西村、福安村和石龙村。

## 中国传统村落
2013年8月，福安村被评为第二批中国传统村落。